# Comunità montana Cusio Mottarone
La Comunità Montana Cusio Mottarone era una comunità montana del Piemonte.

## Storia
L'ente è stato abolito nel 2010 in seguito al riaccorpamento delle comunità montane della regione, i comuni, insieme a quelli dell'abolita Comunità montana dello Strona e Basso Toce sono confluiti nella Comunità montana Due Laghi, Cusio Mottarone e Val Strona.
La comunità montana comprendeva il comprensorio montano dei comuni compresi tra il Lago Maggiore, il Mottarone e il Lago d'Orta.  
Dodici comuni erano compresi nella comunità montana: Stresa e Baveno, che si affacciano sul Lago Maggiore; Brovello-Carpugnino e Gignese, che sono ubicati nella zona collinare presso il Mottarone; Omegna, che si affaccia sul Lago d'Orta, Quarna Sotto e Quarna Sopra, in posizione elevata rispetto a quest'ultima; Nonio, Cesara e Arola, che si trovano quasi al confine con la Valsesia; Madonna del Sasso, situata in posizione elevata sul lago e San Maurizio d'Opaglio, unico comune del comprensorio in provincia di Novara.    
Suo scopo principale era quello di favore lo sviluppo della valle e dei comuni coinvolti nella salvaguardia del patrimonio ambientale e culturale proprio.
La sede della Comunità montana si trovava a Omegna. Dopo la soppressione i suoi archivi sono stati trasferiti all'Unione montana del Cusio e del Mottarone, che ne prese le funzioni.